# Julien Humbert
Julien Humbert [ʒy.ljɛ̃  œ̃.bɛʁ] (* 23. Juni 1984 in Metz) ist ein ehemaliger französischer Fußballspieler und heutiger Trainer.

## Als Spieler

### Anfänge in Metz
Humbert erlernte das Fußballspielen ab seinem sechsten Lebensjahr bei der „Association Sportive des Postes, Télégraphes et Téléphones“ (ASPTT) aus seiner Geburtsstadt, bei der er zunächst von seinem Vater Pascal trainiert wurde. Über den Verein „Renaissance Sportive de Magny“ aus dem Metzer Vorort gelangte er nachfolgend in die Jugendmannschaften des erfolgreichsten Vereins der Stadt, dem FC Metz, und durchlief diese schließlich bis zum Erreichen der Altersgrenze im Jahr 2003.
In der Folge spielte Humbert für die Reservemannschaft des FC Metz unter anderem im viertklassigen Championnat de France Amateur (Groupe B). Einsätze in der Profimannschaft des Vereins, welche 2003 den Wiederaufstieg in die erstklassige Ligue 1 erreicht hatte, bestritt er jedoch nicht.

### Humbert im Saarland
Im Sommer 2006 wechselte Humbert zum zuvor aus der zweiten deutschen Bundesliga abgestiegenen 1. FC Saarbrücken. Seinen ersten Einsatz für die Saarländer absolvierte er zwar in der von Alfred Kaminski trainierten Reservemannschaft, als er am 15. Oktober 2006 im Oberliga-Südwest-Spiel gegen den FSV Oggersheim auflief. Nominell zählte er jedoch zum von Didier Philippe trainierten Regionalligateam, für das er am 4. November 2006 gegen den VfR Aalen per Einwechslung sein Debüt bestritt. Bis Ende Februar 2007 folgten drei weitere Einwechslungen in der drittklassigen Regionalliga, während die Mannschaft unterdessen in Abstiegsgefahr geriet. Deshalb entschied Trainer Philippen im März 2007, Tim Schwartz und Mike Frantz aus der Reservemannschaft ins Regionalligateam zu holen sowie im Gegenzug Humbert sowie Jonathan Zydko der Reserve zuzuteilen. Dadurch kam Humbert zu weiteren drei Einsätzen in der Oberliga Südwest 2006/07, bevor er ab Ende April wieder im Regionalligateam berücksichtigt wurde. Mit fünf Einsätzen in der Startaufstellung an den letzten sechs Spieltagen etablierte sich Humbert dabei erstmals als Stammspieler, die Mannschaft konnte den Abstieg zum Ende der Saison 2006/07 aber nicht mehr abwenden. Trotz dieses Abstiegs in die Viertklassigkeit verlängerte er seinen Vertrag bei den Saarländern, mit denen er sich auf einen Zweijahreskontrakt einigte.
Für die Oberliga-Saison 2007/08 strebte der 1. FC Saarbrücken den sofortigen Wiederaufstieg in die Regionalliga an, was durch die Einführung der 3. Liga ab Sommer 2008 den Erhalt der Viertklassigkeit bedeutet hätte. Unter dem neu engagierten Trainer Michael Krüger etablierte sich Humbert als Leistungsträger, sodass er bis zur Winterpause 19 Einsätze bestritt. Auch nach der Winterpause, in der Alfred Kaminski die Aufgaben Krügers als Trainer übernommen hatte, konnte er seinen Stammplatz behaupten und bestritt weitere zwölf Einsätze für den 1. FC Saarbrücken. Letztlich belegte die Mannschaft aber nur den fünften Rang der Abschlusstabelle, wodurch sie in der Oberliga blieb und erstmals in der Vereinsgeschichte fünftklassig spielte.

### Über Duisburg nach Thüringen
Daraufhin strebte Humbert einen Vereinswechsel an und absolvierte zunächst ein Probetraining beim für die neue 3. Liga qualifizierten FC Rot-Weiß Erfurt, in dessen Folge es aber nicht zur Verpflichtung Humberts durch den Verein kam. Stattdessen wechselte Humbert im August 2008 kurz vor Ende der Transferperiode zum zuvor aus der Bundesliga abgestiegenen Zweitligisten MSV Duisburg, bei dem er aber lediglich für die Reservemannschaft vorgesehen war. In der Saison 2008/09 der fünftklassigen NRW-Liga absolvierte Humbert daraufhin 29 Einsätze für Duisburgs Reserve, die zunächst von Manfred Stefes, später dann von Uwe Schubert betreut wurde und schließlich den siebten Platz der Abschlusstabelle belegte.
Im Sommer 2009 absolvierte Humbert erneut ein Probetraining beim Drittligisten Rot-Weiß Erfurt, welches diesmal zur Verpflichtung des Franzosen durch den thüringischen Verein führte. Humbert unterzeichnete einen Zwei-Jahres-Vertrag, der zudem eine beidseitige Option auf ein weiteres Jahr enthielt. Bis zur Winterpause der Drittliga-Spielzeit 2009/10 etablierte sich Humbert daraufhin mit 16 Einsätzen als Stammspieler der von Rainer Hörgl trainierten Erfurter Mannschaft, konnte diese Stellung nach der Winterpause aber nicht mehr behaupten. So absolvierte er im Frühjahr 2010 noch drei Einsätze in der Startaufstellung, bevor er im restlichen Saisonverlauf, in welchem Trainer Hörgl zunächst durch Henri Fuchs und schließlich durch Stefan Emmerling ersetzt wurde, nur noch zu sieben Einwechslungen kam.
Nachfolgend erlitt Humbert einen Knorpelschaden im Kniegelenk, in dessen Folge er die gesamte Drittliga-Spielzeit 2010/11 keinen Einsatz für Erfurt bestritt. Für die in der Oberliga Nordost spielende Reservemannschaft der Thüringer lief Humbert allerdings nach seiner Wiedergenesung im April und Mai 2011 in sechs Partien auf.
In den Planungen Erfurts für die Folgesaison 2011/12 wurde Humbert daraufhin nicht mehr berücksichtigt, so dass dieser Probetrainings bei den Regionalligisten Kieler SV Holstein sowie Wuppertaler SV Borussia absolvierte. Zweifel an seinem Fitnesszustand ließen den angestrebten Wechsel nach Wuppertal jedoch scheitern, so dass Humbert, der zwischenzeitlich seine Vertragsoption gezogen hatte, ein weiteres Jahr in Erfurt verblieb. Unter Trainer Emmerling spielte er aber ankündigungsgemäß keine Rolle, so dass er in der 3. Liga lediglich zum Ende der Hinrunde dreifach in den Schlussminuten eingewechselt wurde und ansonsten weitere 15 Spiele für die Reservemannschaft Erfurts in der Oberliga absolvierte.

### Humbert bei Hansa Rostock
Anfang Mai 2012 stellte sich Humbert im Probetraining unter Wolfgang Wolf beim F.C. Hansa Rostock vor, der wenige Tage zuvor den Wiederabstieg aus der 2. Bundesliga in die 3. Liga hatte hinnehmen müssen. Daraufhin gab Hansa im Juni 2012 die zunächst auf ein Jahr befristete Verpflichtung Humberts bekannt, so dass dieser in der Saison 2012/13 anfangs noch unter Wolf, dann unter dessen Nachfolger Marc Fascher zu insgesamt 29 Einsätzen kam, in denen er mit Rostock gegen den drohenden Abstieg in die Viertklassigkeit spielte. Da er zu 16 dieser Einsätze allerdings erst per Einwechslung gekommen war, er sich letztlich also nicht als Stammspieler hatte durchsetzen können, erhielt Humbert seitens Hansa kein Angebot zur Vertragsverlängerung.

### Humberts Rückkehr ins Saarland
Humbert unterzeichnete im November 2013 einen Vertrag beim 1. FC Saarbrücken. Im Sommer 2014 verließ er den Verein wieder und war ein halbes Jahr vereinslos, ehe er sich zur Winterpause dem französischen Amateurclub APM Metz bis Saisonende anschloss.

### Wechsel nach Luxemburg
Von 2015 bis 2017 stand Humbert beim luxemburgischen Topclub F91 Düdelingen unter Vertrag. War er in der ersten Saison noch Stammspieler und konnte die Meisterschaft, Pokal und den Supercup feiern, kam er in der zweiten Spielzeit zu keinem Einsatz mehr. Er wechselte daraufhin im Sommer 2017 zum Ligakonkurrenten RFC Union Luxemburg, wo er aber wegen Querelen mit seinem Ex-Verein Düdelingen und der daraus folgenden fehlenden Spielberechtigung erstmals nach der Winterpause für seinen neuen Verein auflaufen durfte. Am Ende der Spielzeit gewann er überraschend die Coupe de Luxembourg mit einem 4:3 n. E. im Finale gegen US Hostert. Nach der Saison 2020/21 beendete der Mittelfeldspieler dann seine aktive Karriere.

## Als Trainer
Im Sommer 2022 gab seine ehemaliger Verein RFC Union Luxemburg die Verpflichtung Humberts als Co-Trainer bekannt.

## Erfolge
- Französischer U-19-Meister: 2001
- Luxemburgischer Meister: 2016
- Luxemburgischer Pokalsieger: 2016, 2018
- Luxemburgischer Ligapokalsieger: 2016